# Xã Howard, Quận Conway, Arkansas
Xã Howard (tiếng Anh: Howard Township) là một xã thuộc quận Conway, tiểu bang Arkansas, Hoa Kỳ. Năm 2010, dân số của xã này là 2.024 người.